# Rio Branco Sport Club
El Rio Branco Sport Club es un club de fútbol brasilero de la ciudad de Paranaguá. Fue fundado en el 13 de octubre de 1913 y juega en la Segunda División del Campeonato Paranaense.

## Entrenadores
- Valdemar Lumumba (octubre de 2003–?)[4]
- Val de Mello (noviembre de 2004–?)[5]
- Itamar Bernardes (noviembre de 2005–2006)[6][7]
- Saulo de Freitas (diciembre de 2006–2007)[8][9][10]
- Cláudio Marques (enero de 2008–2008)[11]
- Netinho (febrero de 2008–2008)[12][13]
- Jonas Silva (?–febrero de 2009)[14]
- Nilo Neves (octubre de 2009–febrero de 2010)[15][16]
- Adílson Pelezinho (interino- febrero de 2010–marzo de 2010)[16][17]
- Norberto Lemos (marzo de 2010–?)[17]
- Saulo de Freitas (2010–febrero de 2011)[10][18]
- Erminho (interino- febrero de 2011)[18]
- Ney Santos (febrero de 2011–abril de 2011)[19][20]
- Lio Evaristo (?–enero de 2012)[21]
- Alan Aal (interino- enero de 2012–?)[21]
- Gassen Salim Youssef (octubre de 2012–enero de 2013)[22][23]
- Erminho (interino- enero de 2013)[23]
- Amauri Knevitz (enero de 2013–mayo de 2013)[24][25][26]
- Amauri Knevitz (octubre de 2014–marzo de 2015)[27][28]
- Edson Neguinho (marzo de 2015–marzo de 2015)[29][30]
- Erminho (marzo de 2015–2015)[31]
- Saulo de Freitas (marzo de 2017–2017)[10]
- Norberto Lemos (octubre de 2022–febrero de 2023)[32][33]
- Fábio Portella (2023–presente)[3]